# Upload (TV-serie)
Upload är en amerikansk science fiction- och komediserie som hade premiär 2020. Serien är skapad av Greg Daniels. Seriens tredje säsong hade premiär i oktober 2023, och den har blivit förnyad med en fjärde säsong.

## Handling
Serien kretsar kring en ung man som dör i förtid men som får möjligheten att välja ett digitalt andra liv.

## Rollista (i urval)
- Robbie Amell - Nathan Brown
- Andy Allo - Nora Antony
- Allegra Edwards - Ingrid Kannerman
- Zainab Johnson - Aleesha Morrison-Downey
- Kevin Bigley - Luke Crossley
- Andrea Rosen - Lucy Slack
- Owen Daniels - A.I. Guy
- Chris Williams - Dave Antony
- Jordan Johnson-Hinds - Jamie Arpaz
- William B. Davis - David Choak
- Paulo Costanzo - Matteo
- Bassem Youssef - Miro Mansour
- Christine Ko - Mandy
- Wayne Wilderson - Zach
- Matt Braunger - Brad
- Chloe Coleman - Nevaeh
- Creed Bratton - Rupert Tilford
- Teryl Rothery - Dawn Kannerman
- Jennifer Garner - sig själv